# Aziza Brahim
Aziza Brahim (àrab: عزيزة إبراهيم, ʿAzīza Ibrāhīm) (camps de Tindouf, Algèria, 9 de juny de 1976) és una artista sahrauí, música i cantant, resident a Catalunya des de 2011. És neta de la poetessa Ljadra Mint Mabruk, anomenada la poeta del fusell.
Va néixer i es va criar en els camps de refugiats sahrauís de Tindouf, a Algèria, on la seva família es va instal·lar a finals de 1975, fugint de l'ocupació marroquina del Sàhara occidental. En les dures condicions dels camps del desert, Aziza va descobrir la música com una via per expressar les seves emocions i pensaments de resistència.
Als 11 anys va viatjar a Cuba per ampliar els seus estudis. Un cop graduada, va veure com li denegaven la sol·licitud d'una beca de música. Decebuda però no desanimada, va tornar a Algèria i va començar el seu propi camí musical, unint-se al Grup Nacional de Música Sahrauí.
L'any 2000 es va instal·lar a l'Estat espanyol on, després de diverses col·laboracions interculturals, va crear la seva pròpia banda, Gulili Mankoo. El 2014 el seu tercer disc, Soutak, gravat en directe a Barcelona i on unia la música sahrauí amb la maliana, va ser editat pel guardonat segell alemany de músiques del món Glitterbeat Records, que editaria també els seus següents discs, Abbar el Hamada i Sahari, presentat a Badalona el 2021, dins del festival Blues & Ritmes.
El 2011 va participar com a actriu en el film Wilaya, per al qual també va escriure i interpretar la banda sonora.

## Discografia
Àlbums d'estudi
- 2008 Mi Canto EP
- 2011 OST Wilaya
- 2012 Mabruk
- 2014 Soutak
- 2016 Abbar el Hamada
- 2019 Sahari
- 2024 Mawja

Col·laboracions
- 1998 A pesar de las heridas – Cantos de las Mujeres Saharauis
- 2003 Nar
- 2009 Interrapcion – Crisol 09
- 2010 Listen to the Banned